# Caconda fusca
Caconda fusca är en insektsart som beskrevs av Bolívar, I. 1884. Caconda fusca ingår i släktet Caconda och familjen Pyrgomorphidae. Inga underarter finns listade i Catalogue of Life.